# Ovidia pillopillo
Ovidia pillopillo, conocidö como pillopillo, pellopello, palo hediondo y lloime, es un arbusto perteneciente a la familia de las timeleáceas. Es endémico de Chile y se distribuye desde Malleco al río Baker.

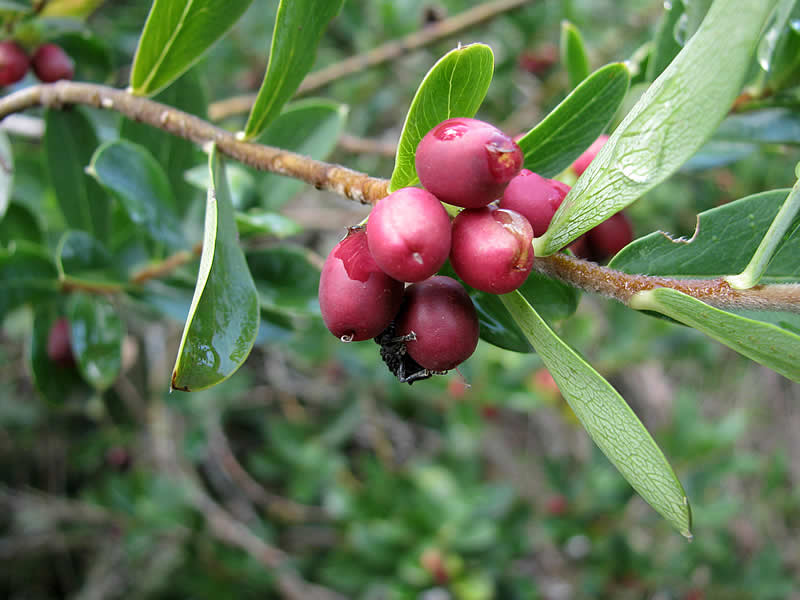
Frutos

## Descripción
Es un arbusto o pequeño árbol perennifolio que alcanza un tamaño de hasta 7 m de altura, es muy oloroso, con la corteza de color cenicienta. Las hojas son alternas, sésiles, de  forma oblongo-elíptica y miden de 2-8 x 1-2 cm. Las inflorescencias en forma de umbelas terminales o axilares contienen flores hermafroditas o unisexuales (femeninas) de color blanco o verde amarillentas, muy olorosas. El fruto es un baya con una sola semilla de 5-6 x 3mm. Es una planta venenosa, aunque en dosis pequeñas sirve como purgante.
Esta planta no resiste la nieve, pero sí heladas ocasionales no prolongadas de hasta aproximadamente -5 °C.

## Taxonomía
Ovidia pillopillo fue descrita por (Gay) Meisn. y publicado en Prodromus Systematis Naturalis Regni Vegetabilis 14(2): 524, en el año 1857. (late Nov 1857)
Sinonimia
- Daphne pillo-pillo Gay[6]